# Lijst van Nederlandse deelnemers aan de Olympische Zomerspelen van 1980
Dit is een lijst van Nederlandse deelnemers aan de Olympische Zomerspelen van 1980 in Moskou.
| Olympiër                  | Sport        | Onderdeel | Ervaring  |
| ------------------------- | ------------ | --- | --------- |
| Peter Adelaar             | judo         | zwaargewicht (boven 95 kg) open klasse                                                                         | debutant  |
| Jan Baaijens              | kanovaren    | K-1 500 m K-1 1000 m K-4 1000 m                                                                                | debutant  |
| Geert Bakker              | zeilen       | soling klasse                                                                                                  | 2e Spelen |
| Ineke Bakker              | kanovaren    | K-2 500 m | debutant  |
| Steven Bakker             | zeilen       | soling klasse                                                                                                  | debutant  |
| Sylvia Barlag             | atletiek     | vijfkamp | debutant  |
| Stan van Belkum           | waterpolo    | herenteam | debutant  |
| Conny van Bentum          | zwemmen      | 100 m vrije slag 4x100 m vrije slag estafette                                                                  | debutant  |
| Wouly de Bie              | waterpolo    | herenteam | debutant  |
| Guus Bierings             | wielrennen   | 100 km ploegentijdrit                                                                                          | debutant  |
| Boudewijn Binkhorst       | zeilen       | star klasse | 2e Spelen |
| Albert Boonstra           | zwemmen      | 100 m schoolslag 200 m schoolslag 4x100 m wisselslag estafette                                                 | debutant  |
| Hette Borrias             | roeien       | skiff | 2e Spelen |
| Monique Bosga             | zwemmen      | 100 m rugslag 200 m rugslag                                                                                    | debutant  |
| Govert Brasser            | zeilen       | tornado klasse                                                                                                 | debutant  |
| Henk Brouwer              | atletiek     | 200 m 4x400 m estafette                                                                                        | debutant  |
| Ton Buunk                 | waterpolo    | herenteam | 3e Spelen |
| Jos Compaan               | roeien       | dubbelvier met stuurvrouw                                                                                      | debutant  |
| Dick Coster               | zeilen       | soling klasse                                                                                                  | debutant  |
| Ineke Donkervoort         | roeien       | dubbelvier met stuurvrouw                                                                                      | debutant  |
| Monique Drost             | zwemmen      | 100 m vrije slag                                                                                               | debutant  |
| Peter Drost               | zwemmen      | 200 m vrije slag 4x200 m vrije slag estafette                                                                  | debutant  |
| Fred Eefting              | zwemmen      | 100 m rugslag 200 m rugslag 4x200 m vrije slag estafette 4x100 m wisselslag estafette                          | debutant  |
| Henk van Gent             | zeilen       | 470 klasse | debutant  |
| Carry van Gool            | boogschieten | individueel | debutant  |
| Jacques Hanegraaf         | wielrennen   | wegwedstrijd 100 km ploegentijdrit                                                                             | debutant  |
| Greet Hellemans           | roeien       | dubbelvier met stuurvrouw                                                                                      | debutant  |
| Theo Hogervorst           | wielrennen   | 100 km ploegentijdrit                                                                                          | debutant  |
| Jan Willem van den Hondel | zeilen       | 470 klasse | debutant  |
| Kiek van Ieperen          | schieten     | kleiduiven skeet                                                                                               | debutant  |
| Wibout Jolles             | schieten     | snelvuurpistool                                                                                                | debutant  |
| Reggie de Jong            | zwemmen      | 200 m vrije slag 400 m vrije slag 800 m vrije slag 4x100 m vrije slag estafette                                | debutant  |
| Marijke Kegge-Deege       | kanovaren    | K-2 500 m | debutant  |
| Marcel Klarenbeek         | atletiek     | 400 m 4x400 m estafette                                                                                        | debutant  |
| Jan Jaap Korevaar         | waterpolo    | herenteam | debutant  |
| Nico Landeweerd           | waterpolo    | herenteam | 2e Spelen |
| Gert Jan Lebbink          | kanovaren    | K-2 500 m K-2 1000 m K-4 1000 m                                                                                | debutant  |
| Annelies Maas             | zwemmen      | 200 m vrije slag 400 m vrije slag 4x100 m vrije slag estafette                                                 | 2e Spelen |
| Jack van Meer             | wielrennen   | wegwedstrijd                                                                                                   | debutant  |
| Lily Meeuwisse            | roeien       | dubbelvier met stuurvrouw                                                                                      | debutant  |
| Aad van Mil               | waterpolo    | herenteam | debutant  |
| Ruud Misdorp              | waterpolo    | herenteam | debutant  |
| Mark Neeleman             | zeilen       | finnjol klasse                                                                                                 | debutant  |
| Dick Nieuwenhuizen        | waterpolo    | herenteam | debutant  |
| Gerard Nijboer            | atletiek     | marathon | debutant  |
| Eric Noordegraaf          | waterpolo    | herenteam | debutant  |
| Henk Numan                | judo         | half zwaargewicht (tot 95 kg)                                                                                  | debutant  |
| John Pierik               | schieten     | kleiduiven skeet                                                                                               | debutant  |
| Adrie van der Poel        | wielrennen   | wegwedstrijd 100 km ploegentijdrit                                                                             | debutant  |
| Monique Pronk             | roeien       | dubbelvier met stuurvrouw                                                                                      | 2e Spelen |
| Tiny Reniers              | boogschieten | individueel | debutant  |
| Rob Robbers               | roeien       | dubbelvier | debutant  |
| Jolanda de Rover          | zwemmen      | 100 m rugslag 200 m rugslag                                                                                    | debutant  |
| Victor Scheffers          | roeien       | dubbelvier | debutant  |
| Harry Schulting           | atletiek     | 400 m 400 m horden 4x400 m estafette                                                                           | debutant  |
| Ron Stevens               | kanovaren    | K-2 500 m K-2 1000 m K-4 1000 m                                                                                | debutant  |
| Gerard Tebroke            | atletiek     | 10000 m | debutant  |
| Els Vader                 | atletiek     | 100 m 200 m | debutant  |
| Kobus Vandenberg          | zeilen       | star klasse | debutant  |
| Jan Evert Veer            | waterpolo    | herenteam | 3e Spelen |
| Lau Veldt                 | wielrennen   | 1000 m sprint                                                                                                  | debutant  |
| Wilma van Velsen          | zwemmen      | 100 m vlinderslag 200 m vlinderslag 4x100 m vrije slag estafette                                               | debutant  |
| Christiaan van Velzen     | schieten     | kleinkalibergeweer 50 m liggend                                                                                | debutant  |
| Cees Vervoorn             | zwemmen      | 100 m vrije slag 100 m vlinderslag 200 m vlinderslag 4x200 m vrije slag estafette 4x100 m wisselslag estafette | 2e Spelen |
| Jeroen Vervoort           | roeien       | dubbelvier | debutant  |
| Ronald Vervoort           | roeien       | dubbelvier | debutant  |
| Erik Vollebregt           | zeilen       | flying dutchman klasse                                                                                         | 2e Spelen |
| Sjoerd Vollebregt         | zeilen       | flying dutchman klasse                                                                                         | 2e Spelen |
| Cor Vriend                | atletiek     | marathon | debutant  |
| Willem van Walt Meijer    | zeilen       | tornado klasse                                                                                                 | debutant  |
| Rob van Weerdenburg       | kanovaren    | K-4 1000 m | debutant  |
| Mario Westbroek           | atletiek     | 100 m 4x400 m estafette                                                                                        | debutant  |
| Cees Jan Winkel           | zwemmen      | 200 m vrije slag 4x200 m vrije slag estafette 4x100 m wisselslag estafette                                     | debutant  |
| Peter Winnen              | wielrennen   | wegwedstrijd                                                                                                   | debutant  |
| Hans van Zeeland          | waterpolo    | herenteam | 2e Spelen |